# Guide Vocal
«Guide Vocal» (en castellano: "Voz Conductora") es una canción del grupo británico Genesis lanzada en su álbum de 1980 Duke. Es la tercera parte de una suite de 30 minutos de duración, la cual el grupo decidió desglosarla en partes individuales para formar diferentes canciones en el álbum, a saber: "Behind The Lines", "Duchess", "Turn It On Again", "Duke's Travels" y "Duke's End".
"Guide Vocal" es una canción lenta de piano, y es la parte más importante de la suite, ya que une a las otras partes constituyentes. Tanto la letra como la música reaparecen en "Duke's Travels", donde mantiene su intensidad aunque está considerablemente transformada por una sección rítmica.
En cuanto a las letras son algo intrigantes. Si se las vincula como parte de la suite, podrían significar el punto de vista de un productor fracasado en cuanto al tema global del estrellato, aunque tomándola de forma individual también pueden interpretarse como que una entidad (tal vez sobrenatural) estaba guiando la vida de alguien:

I am the one who guided you this far (Soy yo el que te traje tan lejos)

All you know and all you feel (Todo lo que sabes y todo lo que sientes)

Temiendo por su seguridad en el caso de ser descubierto, la persona contacta a su protegido para decirle que ahora se las arreglará solo. Luego la canción finaliza con las líneas:

I said you wouldn't understand (Yo te dije que no comprenderías) 

Take what's yours and be damned (Llévate lo que es tuyo, te maldigo)

El yo de la primera línea podría referirse a la persona que tiene el libro en ""Behind The Lines", pero eso solo es una suposición. Lo que si es cierto es que la desaparición de su guía conducirá al enigmático personaje a la angustia y lo llevará a una existencia vacía y sin sentido, sentado frente a su televisor en "Turn It On Again".
La melodía de la canción es similar a un himno, y David Palmer hizo una adaptación orquestal de la misma para un coro de niños y para el álbum sinfónico "We Know What We Like: The Music of Genesis". La versión original fue interpretada en vivo muy pocas veces en los primeros conciertos durante la gira de 1980, cuando se tocaba la suite completa en el escenario.